# No Lifeguard on Duty: The Accidental Life of the World’s First Supermodel
No Lifeguard on Duty: The Accidental Life of the World’s First Supermodel — автобиографическая книга американской супермодели и фотографа Дженис Дикинсон, первое издание которой было выпущено в 2002 году импринтом HarperCollins ReganBooks.
Первые записи будущей книги Дикинсон написала как часть терапии от предыдущих травм в её жизни, которую посоветовал её друг, визажист Уэй Бэнди. Он посоветовал ей начать записывать свой прошлый опыт в рамках программы от наркотической зависимости и когда девушка наконец поборола её, она скомпилировала свои записи в книжный формат. Дикинсон связалась с издателем Джудит Реган, которая согласилась помочь ей опубликовать книгу после того, сразу как услышала её рассказ по телефону. В ноябре 2014 года Дикинсон в интервью Entertainment Tonight заявила, что под давлением со стороны Билла Косби и его адвокатов из книги была удалена информация о сексуальном насилии и изнасиловании со стороны Косби, когда она посетила его в отеле на озере Тахо в Калифорнии в 1982 году. Когда адвокат Косби оспорил эту версию, она снова появилась в программе, чтобы заявить, что говорит правду, и объяснила, что высказывалась публично из-за необходимости быть услышанной и представлять других женщин, которые заявили, что испытали подобную травму.
Книга начинается с описания ранней жизни Дикинсон, о том, как она подвергалась насилию со стороны её отца. Далее девушка описывает свою карьеру модели, в том числе объясняя свою зависимость от алкоголя и наркотиков. Дженис рассказывает о времени, когда она работала представителем компаний, таких как Virginia Slims, Max Factor и Hush Puppies, о съёмках для обложек таких журналов, как Vogue, Elle, Harper’s Bazaar и Cosmo, о своём успехе и о том, как она начала постигать азы фотографии и моды. Дикинсон рассказывает как она придумала термин «супермодель». No Lifeguard on Duty предупреждает о тенденции к незащищённости в культуре знаменитостей.
Книга получила положительные отзывы от разных изданий. Издание Women’s Wear Daily оценило комедийный стиль написания книги, а Knight Ridder Newspapers положительно отнеслись к храбрости автора в описании её жизни в прошлом. Издание The New York Observer отметило, что книга хорошо написана и легко читается, а Publishers Weekly написали: «Дикинсон производит впечатление торжествующего выжившего». Кроме того, в 2004 году Warner Bros. купили права на экранизацию произведения.
Книга также положительно сказалась на карьере Дикинсон. Прочитав книгу, Тайра Бэнкс решила пригласить Дженис стать судьёй в её новой телевизионной программе «Топ-модель по-американски», вышедшей на экран в 2003 году. В итоге, Дикинсон снялась в четырёх сезонах программы, пока её не заменили на Твигги. После этого в 2006 году Oxygen Network наняли её для съёмок новой программы The Janice Dickinson Modeling Agency, в которой были показаны усилиях автора по созданию собственной компании.

## История изданий
Впервые книга была издана в твёрдом переплёте импринтом HarperCollins ReganBooks в 2002 году в США. В том же году произведение было издано и в Великобритании. Уже в следующем году книга была переиздана с новой обложкой, а в 2004 году было выпущено третье издание с вновь изменённой обложкой. В 2007 и 2008 годах HarperCollins выпустили книгу в электронном формате, а в 2009 году — ещё три издания книги с обложкой 2004 года.
В 2004 году компания Warner Bros. купила права на экранизацию произведения. Дикинсон же впоследствии превратила автобиографию в трилогию, написав No Lifeguard on Duty with Everything About Me Is Fake — And I’m Perfect в 2004 году и Check, Please! — Dating, Mating, and Extricating в 2006 году.

## Отзывы
No Lifeguard on Duty получила положительный отзыв от издания Publishers Weekly. В рецензии говорилось: «Эта книга местами предсказуема и психологически упрощена, но Дикинсон производит впечатление победителя, выжившего. Ее готовность признать свои недостатки позволяет легко воспринимать ее позитивное послание и должна вдохновлять читателей, ищущих решения карьерных и личных конфликтов». В обзоре высоко оценивается способность автора быть: «достаточно честным, чтобы признать стимулирующие аспекты успеха и гламура, объясняя, почему они заманивают неуверенных в себе личностей и удерживают их, минуя точку невозврата». Журнал Women's Wear Daily также оценил книгу и написал: «Что не позволяет книге стать слишком безвкусной, так это чувство юмора Дикинсон. Она в равной степени описывает как свои достижения, так и катастрофы».
В 2002 году в газета Knight Ridder Newspapers охарактеризовала книгу как «смелые, непристойные воспоминания о ее побеге от жестокого обращения в детстве в еще более рискованный водоворот ярких огней, больших городов и растущего самоуничтожения». В последующей статье в 2003 году Knight Ridder Newspapers говорилось «что отличает том Дикинсон от всех других голливудских мемуаров, так это то, что у нее дерзкое чувство юмора по поводу ее эгоцентризма». Филипп Уайсс из The New York Observer написал: «Я прочитал No Lifeguard on Duty за один присест и не был разочарован. Дженис Диккенсон забавный и изменчивый рассказчик». О пути автора к успеху, изложенном в книге, International Herald Tribune написала: «Дженис Дикинсон, будучи ранней супермоделью 1980-х, прошла кометоподобный путь, о котором она рассказала в своей непристойной истории жизни».